# Periscepsia laevigata
Periscepsia laevigata là một loài ruồi trong họ Tachinidae.